# Illot d'en Curt
L'illot d'en Curt o illot de Can Curt és un petit illot del terme municipal de Santanyí, Mallorca. Té uns 70 metres de diàmetre i està situat a escassos metres de la costa, molt a prop de la platja del Caragol.